# 아마디야 이슬람교 속 예수
유즈아삽(Yuzasaf, 카슈미르어: युझअसफ, یوذسف)은  발람(Barlaam)과 조사팻(Josaphat)의 전설에 싯다르타 고타마의 이름이다.
유즈 아삽(Yuz Asaf, 카슈미르어: युझ असफ, یوذسف) 또는 유다삽, 유스 아삽, 샤자다 나비 하즈랏 유라 아삽은 사비 교도의 예언자이다. 알타바리(Al-Tabari)의 기록에 의하면 유다삽 또는 부다삽은 그의 사람들을 사비교로 이끌었다. 비슈타습과 그의 아버지이자 카이 코스로우 이후의 페르시아의 통치자인 루라습(Luhrasb)이 사미(Sami)와 조로아스터가 올 때까지. 아흐마디아 교도들은 그가 이름을 바꾼 예수이며, 십자가에서 살아남아 인도의 자무와 카슈미르에 왔다고 믿는다.

## 참조
1. ↑  Rasail Ikhwan al-Saja رسائل اخوان الصفاء 바스라 1405
2. ↑  Times of India Tomb Raider: Jesus buried in Srinagar? 보관됨 2013-07-10 - 웨이백 머신 8 May 2010 "One of the caretakers of the tomb, Mohammad Amin, alleged that they were forced to padlock the shrine ... He believed that the theory that Jesus is buried anywhere on the face of the earth is blasphemous to Islam."